# Erythromelana jaena
Erythromelana jaena är en tvåvingeart som beskrevs av Townsend 1919. Erythromelana jaena ingår i släktet Erythromelana och familjen parasitflugor.
Artens utbredningsområde är Peru. Inga underarter finns listade i Catalogue of Life.